# Saison 2018-2019 du Marseille Hockey Club
Autres saisons
Saison précédente Saison suivante
La saison 2018-2019 du Marseille Hockey Club est la septième de l'histoire du club.
L'équipe est entraînée par Luc Tardif Jr..

## Avant-saison
Après une douloureuse défaite en 1/4 de finale l'année précédente, les Spartiates de Marseille ne perdent pas leurs ambitions. Durant l'été une structure professionnelle est mise en place et c'est l'ancien international Jonathan Zwikel qui en prend la présidence. Il rejoint ainsi son frère dans le club marseillais.
Logiquement confirmé en tant qu'entraîneur pour la saison à venir Luc Tardif commence par prolonger ses cadres notamment Deshaies, Geffroy, Westerlund ou encore Novotny. Malgré l'échec de l'accession en Division 1, le club se retrouve promu à la suite de la liquidation d'Épinal. Un grand turn-over est donc opéré dans l'effectif, seuls Villiot, Niclot et Cella sont conservés en plus des cadres. Le défenseur marseillais entame sa 7e saison sous les couleurs phocéennes. Plusieurs belles signatures sont annoncés comme les Américains Springer et Seckel, le Slovaque René Jarolin ou le défenseur finlandais Vento. D'autres joueurs étrangers sont annoncés, les jeunes Cestr, Baškatovs, Coulombe et Saputo. Pour remplacer le gardien tchèque Koutský véritable fer de lance de l'équipe l'an passée, l'expérimenté Tom Charton est recruté. Il suit d'autres recrues françaises comme Florent Aubé qui revient sur la glace après un an d'absence ou les jeunes Fine, Siguenza et Guirado. Deux jeunes marseillais font leur retour au club Boccassini et Morel arrivent après des années passées respectivement à Briançon et au Mont-Blanc pour le premier et chez les Rapaces de Gap pour le second. Alors que l'Américain Matt Johnson avait été annoncé chez les Spartiates le joueur s'est ravisé pour raisons personnelles. Il est remplacé par l'expérimenté Jimmy Jensen.
D'autres changements de dernière minute sont effectués. Le jeune Dany Coulombe est remplacé par Jaakko Heiskanen et Damien Bourguignon est recruté après une période d'essai. Seckel n'est pas conservé après deux semaines au club. Il est remplacé par l'international letton Lauris Bajarūns.
Après des performances en demi-teinte de Tom Charton, le club recrute le jeune Patrik Virtanen début novembre. Après des débuts réussit il s'impose en titulaire, Charton lui rentre dans son club formateur à Reims. Fin décembre, le club annonce l'arrivée de l'international U20, Jules Gallet. En manque de temps de jeu chez les Rapaces de Gap. Il débarque dans la cité phocéenne à l'issue du championnat du monde junior.

### Matchs amicaux
Après une inter-saison à gérer la montée du club, les Spartiates disputent trois matchs amicaux avant le début du championnat : le 1er septembre en affrontant l'équipe 2 du Genève-Servette, puis un déplacement à Nice le 7 septembre avant de recevoir Briançon le lendemain.

## Effectif
| No    | Nom                  | Nat. | Position         | Arrivée                                      |
| ----- | -------------------- | ---- | ---------------- | -------------------------------------------- |
| +029, | Patrik Virtanen      |      | Gardien de but   | 2018 - Pioneers d'Utica                      |
| +030, | Benoît Niclot        |      | Gardien de but   | 2015 - Pingouins de Morzine-Avoriaz-Les Gets |
| +041, | Tom Charton          |      | Gardien de but   | 2018 - Aigles de Nice                        |
| +004, | Eric Springer        |      | Défenseur        | 2018 - Chiefs de Louvain                     |
| +007, | Germain Guirado      |      | Défenseur        | 2018 - Lynx de Valence                       |
| +009, | Perttu Hynönen       |      | Défenseur        | 2018 - Éléphants de Chambéry                 |
| +010, | Václav Cestr         |      | Défenseur        | 2018 - SK Kadaň                              |
| +012, | Florent Aubé – A     |      | Défenseur        | 2018 - sans club                             |
| +019, | Joris Cella          |      | Défenseur        | 2012 - Gabians de Marseille                  |
| +020, | Lucas Morel          |      | Défenseur        | 2018 - Rapaces de Gap U20                    |
| +033, | Nicolas Deshaies – C |      | Défenseur        | 2016 - Pingouins de Morzine-Avoriaz-Les Gets |
| +065, | Eetu Vento           |      | Défenseur        | 2018 - Rødovre Mighty Bulls                  |
| +006, | Niklas Westerlund    |      | Ailier           | 2017 - JHT Kalajoti                          |
| +008, | Giordano Saputo      |      | Ailier           | 2018 - Bulldogs d'Antigonish                 |
| +009, | Reed Seckel          |      | Centre           | 2018 - Fuel d'Indy                           |
| +011, | Jaakko Heiskanen     |      | Centre/Ailier    | 2018 - Hokki Kajaani                         |
| +013, | Damien Bourguignon   |      | Ailier           | 2018 - Jets d'Évry Viry                      |
| +014, | Ugo Boccassini       |      | Ailier           | 2018 - Pingouins de Morzine-Avoriaz          |
| +021, | Jimmy Jensen         |      | Ailier           | 2018 - Dundee Stars                          |
| +022, | Romain Fine          |      | Ailier           | 2018 - Lynx de Valence                       |
| +024, | Jules Gallet         |      | Ailier           | 2018 - Rapaces de Gap                        |
| +025, | Lauris Bajarūns      |      | Ailier           | 2018 - HK Liepāja                            |
| +026, | Thibault Geffroy – A |      | Centre           | 2016 - Drakkars de Caen                      |
| +035, | René Jarolin         |      | Centre           | 2018 - HK Skalica                            |
| +067, | Roman Novotný – A    |      | Centre/Ailier    | 2013 - Corsaires de Nantes                   |
| +072, | Hugo Siguenza        |      | Centre           | 2018 - Rapaces de Gap U20                    |
| +093, | Deniss Baškatovs     |      | Ailier           | 2018 - Billingham Stars                      |
| +096, | Benjamin Villiot     |      | Ailier/Défenseur | 2017 - sans club                             |

## Tenues utilisées par l'équipe
| Tenue domicile | Tenue extérieur |

## Compétitions

### Championnat

#### Saison Régulière

##### Classement et statistiques

###### Classement
| Clt   | Équipe            | PJ | V  | VP | D  | DP | BP  | BC  | Diff | Pts |
| ----- | ----------------- | -- | -- | -- | -- | -- | --- | --- | ---- | --- |
| +001, | Brest             | 26 | 15 | 2  | 4  | 5  | 111 | 81  | +30  | 54  |
| +002, | Cergy-Pontoise    | 26 | 13 | 5  | 7  | 1  | 99  | 64  | +35  | 50  |
| +003, | Neuilly-sur-Marne | 26 | 13 | 3  | 7  | 3  | 87  | 68  | +19  | 48  |
| +004, | Marseille         | 26 | 11 | 3  | 8  | 4  | 88  | 84  | +4   | 43  |
| +005, | Briançon          | 26 | 11 | 4  | 9  | 2  | 94  | 79  | +15  | 43  |
| +006, | Caen              | 26 | 9  | 6  | 8  | 3  | 69  | 64  | +5   | 42  |
| +007, | Cholet            | 26 | 12 | 0  | 8  | 6  | 89  | 83  | +6   | 42  |
| +008, | Dunkerque         | 26 | 8  | 6  | 10 | 2  | 94  | 99  | -5   | 38  |
| +009, | Tours             | 26 | 10 | 3  | 11 | 2  | 96  | 81  | +15  | 38  |
| +010, | Nantes            | 26 | 11 | 1  | 13 | 1  | 77  | 80  | -3   | 36  |
| +011, | Mont-Blanc        | 26 | 8  | 4  | 13 | 1  | 88  | 108 | -20  | 33  |
| +012, | La Roche-sur-Yon  | 26 | 8  | 2  | 12 | 4  | 85  | 99  | -14  | 32  |
| +013, | Montpellier       | 26 | 10 | 1  | 15 | 0  | 75  | 94  | -19  | 32  |
| +014, | Chambéry          | 26 | 3  | 0  | 17 | 6  | 85  | 149 | -64  | 15  |

- Qualifié pour les séries éliminatoires
- Dispute la phase de relégation

###### Statistiques
| Équipe            | MJ | Supériorité numérique | Supériorité numérique | Supériorité numérique | Supériorité numérique | Inferiorité numérique | Inferiorité numérique | Inferiorité numérique | Inferiorité numérique |
| Équipe            | MJ | BPSUP                 | NB                    | %                     | BCSUP                 | BCINF                 | NB                    | %                     | BPINF                 |
| ----------------- | -- | --------------------- | --------------------- | --------------------- | --------------------- | --------------------- | --------------------- | --------------------- | --------------------- |
| Brest             | 26 | 27                    | 107                   | 25.23                 | 2                     | 23                    | 123                   | 81.30                 | 1                     |
| Briançon          | 26 | 26                    | 143                   | 18.18                 | 3                     | 29                    | 152                   | 80.92                 | 5                     |
| Caen              | 26 | 28                    | 133                   | 21.05                 | 0                     | 17                    | 116                   | 85.34                 | 2                     |
| Cergy-Pontoise    | 26 | 28                    | 141                   | 19.86                 | 3                     | 17                    | 136                   | 87.50                 | 4                     |
| Chambéry          | 26 | 21                    | 140                   | 15.00                 | 7                     | 45                    | 159                   | 71.70                 | 3                     |
| Cholet            | 26 | 26                    | 120                   | 21.67                 | 2                     | 17                    | 117                   | 85.47                 | 2                     |
| Dunkerque         | 26 | 21                    | 132                   | 15.91                 | 2                     | 20                    | 111                   | 81.98                 | 3                     |
| La Roche-sur-Yon  | 26 | 17                    | 103                   | 16.50                 | 2                     | 36                    | 139                   | 74.10                 | 4                     |
| Marseille         | 26 | 30                    | 115                   | 26.09                 | 2                     | 19                    | 127                   | 85.04                 | 2                     |
| Montpellier       | 26 | 22                    | 162                   | 13.58                 | 5                     | 20                    | 119                   | 83.19                 | 3                     |
| Mont-Blanc        | 26 | 18                    | 131                   | 13.74                 | 7                     | 26                    | 121                   | 78.51                 | 2                     |
| Nantes            | 26 | 15                    | 81                    | 18.52                 | 1                     | 25                    | 117                   | 78.63                 | 5                     |
| Neuilly-sur-Marne | 26 | 29                    | 138                   | 21.01                 | 2                     | 23                    | 124                   | 81.45                 | 2                     |
| Tours             | 26 | 33                    | 138                   | 23.91                 | 1                     | 24                    | 123                   | 80.49                 | 1                     |

## Statistiques

### Statistiques collectives
| Compétition      | Débute au tour | Termine         | Matches joués | Victoires | Victoires prl/tab | Défaites | Défaites prl/tab | Buts pour | Buts contre | Différence |
| ---------------- | -------------- | --------------- | ------------- | --------- | ----------------- | -------- | ---------------- | --------- | ----------- | ---------- |
| Saison Régulière | -              | -               | 26            | 11        | 3                 | 8        | 4                | 88        | 84          | +4         |
| Play-offs        | 1/4 de finale  | 1/4 de finale   | 5             | 1         | 1                 | 1        | 2                | 16        | 16          | 0          |
| Coupe de France  | Premier tour   | 1/16e de finale | 2             | 1         | 0                 | 1        | 0                | 17        | 6           | +11        |
| Total            | -              | -               | 33            | 13        | 4                 | 10       | 6                | 121       | 106         | +15        |

## Résumé de la saison

### La découverte de la Division 1
Après une bonne préparation, le début de saison est difficile pour les Spartiates. Ils enchaînent 4 défaites consécutives dont deux sur des scores lourds à l'extérieur. Avec de nombreux ré-ajustements d'effectif la première éclaircie viendra via la Coupe de France avec une très large victoire 17-0 sur les Castors d'Avignon.

### Le potentiel se confirme
Par la suite les Marseillais vont avoir une série de 10 rencontres de grande qualité avec seulement deux défaites en prolongation ou tirs au but face aux deux leaders du Championnat (Brest et Cergy). À la trêve, les hommes de Luc Tardif sont cinquièmes et les objectifs de maintien annoncés en début de saison sont revus à la hausse. L'affluence, elle, est affectée également avec plusieurs matchs à plus de 2 000 spectateurs, Marseille tient la meilleure affluence de Division 1.

### Une reprise en dents de scie
Au retour de la trêve, les Spartiates subissent un coup de décompression au rythme de 4 défaites, 2 victoires entre la 15e et la 20e journée. Tardif apporte du changement dans son système de jeu et les Marseilles repartent sur une série de victoires. En point d'orgue le déplacement à Montpellier pour le derby du Sud qui verra pour la première fois un car de supporters suivre les Spartiates. Bien aidés les Phocéens s'imposent 3-0 chez les Vipers. Par la suite, les Provençaux continuent leur beau parcours à domicile avec deux victoires pleines de maîtrise face à Neuilly et Cergy – deux des favoris –. À l'extérieur c'est plus difficile avec deux défaites par un but d'écart.

### Un Top 4 et les play-offs
Le beau parcours des Marseillais se solde par une 4e place en championnat. En 1/4 de finale c'est Briançon (5e) que les Spartiates affrontent. La série est extrêmement disputée et c'est finalement les Haut-Alpins qui remportent la série en 5 matchs (3 des matchs se sont concluent aux tirs au but). Cette élimination marque à la fois une déception à la vue du niveau similaire entre les deux équipes mais c'est également une satisfaction sportive pour les Marseillais pour leur première saison en Division 1.

Le premier match de la série s'est joué devant 3 651 personnes ce qui inscrit une troisième fois cette saison un record d'affluence pour un match des Spartiates.

### Retransmissions télévisuelles
Le championnat est encore une fois diffusé sur la plateforme finlandaise Fanseat. Pour chaque match c'est entre 90 et 150 personnes qui suivent les rencontres au POMGE.

## Joueurs en sélections nationales
Arrivé en cours de saison de Gap, le jeune Jules Gallet qui sort des championnats du monde avec l'équipe de France U20 est sélectionné pour un stage de préparation à la saison suivante.
| Joueur       | Équipe     | Compétition    | PJ | B | A | Pts | Pun |
| ------------ | ---------- | -------------- | -- | - | - | --- | --- |
| Jules Gallet | France U19 | Matchs amicaux | 3  | 1 | 2 | 3   | 14  |